# 楊朝棟
楊朝棟（ようちょうとう、生年不詳 - 1661年）は台湾鄭氏政権での鄭成功の部将。
楊朝棟は本名を曹文龍と称し、鄭彩麾下の部将であった。1650年に鄭成功に帰順した後は軍功を重ね五軍戎政となっている。1661年、鄭成功が台湾攻撃を計画した際は反対派を抑え計画に賛成、台湾攻略が成功した後は承天府府尹に任じられた。同年12月、軍糧の横領が露見し、家族と共に鄭成功により誅殺されている。